# Dicopia fimbriata
Dicopia fimbriata är en sjöpungsart som beskrevs av Sluiter 1905. Dicopia fimbriata ingår i släktet Dicopia och familjen Octacnemidae. Inga underarter finns listade i Catalogue of Life.